# Pretty Rhythm
Pretty Rhythm (プリティーリズム, Puritī Rizumu) é uma franquia japonesa de jogos Taito Type X2 criados pela Takara Tomy. Foi adaptado em mangá por Mari Asabuki. E a adaptação do anime foi feita pelo estúdio Tatsunoko Production, a primeira temporada intitulada Pretty Rhythm: Aurora Dream (プリティーリズム・オーロラドリーム, Puritī Rizumu: Ōrora Dorīmu), estreou no Japão entre 2 de abril de 2011 e encerrou em 31 de março de 2012. A segunda temporada intitulada, Pretty Rhythm: Dear My Future (プリティーリズム・ディアマイフューチャー, Puritī Rizumu: Dia Mai Fyūchā), estreou dia 7 de abril de 2012 e encerrou em 30 de março 2013. A terceira temporada intitulada, Pretty Rhythm: Rainbow Live (プリティーリズム・レインボーライブ, Puritī Rizumu: Reinbō Raibu), estreou no dia 6 de abril de 2013 e encerrou em 29 de março de 2014. O filme foi lançado no dia 8 de março de 2014. A quarta temporada intitulada, Pretty Rhythm: All-Star Selection (プリティーリズム・オールスターセレクション, Puritī Rizumu: Ōrusutā Serekushon) estreou dia 5 de abril de 2014 e encerrou em 14 de junho de 2014.

## Enredo
A franquia acontece num mundo onde os concertos Prism Shows, apresentações, com uma combinação de canto, dança, moda, e patinação no gelo, são populares. As skatistas, conhecidas como Prism Stars, usam as Prism Stones para coordenar seus vestidos e realizar Prism Jumps para entreter seus fãs.
Aurora Dream gira em torno de uma garota chamada Aira Harune que junto com uma garota chamada Rizumu Amamiya, são observadas para se tornarem uma Prism Star. Elas são cadastradas por um veterano Prism Star chamado Mion Takamine, eles formam um grupo chamado MARs e trabalham para o sonho de Rizumu de realizar o misterioso, o lendário Prism Jump, Aurora Rising, que sua mãe tinha uma vez realizado.
Dear My Future ocorre três anos após a temporada Aurora Dream e segue um novo ídolo, Mia Ageha, que almeja se tornar um ídolo maior que Aira. Formando seu próprio grupo, Prizmmy☆, ao lado das suas amigas Reina, Karin e Ayami, ela trabalha muito duro para alcançar seu objetivo e realizar seu sonho.
Rainbow Live não tem muito dito sobre as personagens anteriores. Naru Ayase é uma aluna do 8° ano, que pode ver as cores da música quando ela escuta. Para Naru, que é boa em decorar as Prism Stones, se torna proprietária da loja "Dear Crown" que era seu sonho. Um dia, ela descobre que o gerente de uma loja recém-aberta está recrutando meninas do ensino médio que possam fazer Prism Show. Naru começa a fazer uma audição para o Prism Show e uma aura que ela nunca experimentou se espalha para fora na frente dela. Naquele momento, uma misteriosa garota chamada Rinne pergunta se ela pode ver as "Cores da Música".
All-Star Selection apresenta uma garota chamada Lala Manaka, que desejava se tornar uma Prism Star. Para promover sua estréia para ser a melhor, as três protagonistas principais da série anterior Pretty Rhythm, Aira, Mia e Naru lhe dão uma lição sobre como ser a melhor Prism Star. Além da aula que ela está aprendendo, a série também reconta os acontecimentos da série anterior Pretty Rhythm.
PriPara é um spin-off de Pretty Rhythm onde apresentará Lala de All-Star Selection. Ela é uma jovem que está na quinta série do Ensino Fundamental Páprica, onde é proibido ter qualquer PriTicket até que eles terminem a escola secundária. Mas de repente as coisas mudam quando Lala recebe um PriTicket que cai cima de seu cabelo com a ajuda de uma Prism Idol chamada Mireille, ela se torna uma Prism Idol e também, sem saber, ela possui a 'Lendária Voz Prism'.

## Mídia

### Anime
Pretty Rhythm: Aurora Dream, foi produzida pelo estúdio de animação Tatsunoko Production, e estreou na TV Tokyo entre 2 de abril de 2011 até 31 de março 2012. A segunda temporada, Pretty Rhythm: Dear My Future, estreou entre 7 de abril de 2012 até 30 de março de 2013. A terceira temporada, Pretty Rhythm: Rainbow Live estreou em 6 de abril de 2013 até 29 de março de 2014. A série também teve uma dublagem para a língua inglesa, licenciada e transmitida no canal Animax Asia entre 31 de janeiro de 2014 até 11 de abril de 2014. A dublagem em inglês da temporada Dear My Future estreou dia 14 de abril de 2014 e da temporada Rainbow Live estreou no dia 24 de junho de 2014.

#### Temas Musicais
Aurora Dream
Temas de abertura
1. You May Dream  by LISP
2. "I Want to Fall in Love 1000%" (1000%キュンキュンさせてよ♥, 1000% Kyunkyun Sasete yo ♥) cantada por Pretty Rhythm ☆ All Stars.

Temas de encerramento
1. Happy GO Lucky! 〜ハピ☆ラキでゴー!〜  cantada por SUPER☆GiRLS.
2. We Will Win! -KOKORO no BATON de PO·PON no PO~N☆- cantada por Tokyo Girls' Style.
3. Pretty Rhythm de Go! cantada por MARs.
4. Everybody's Gonna be Happy cantada por Prizmmy.

Canções de inserção
1. Callings (Takashi Kondō, Kenn & Nobuhiko Okamoto): "1/1000永遠の美學"
2. MARs (Kana Asumi, Sayuri Hara & Azusa Kataoka): Mera Mera Heart ga Atsuku Naru
3. Harune Aira (Kana Asumi): Dream Goes On
4. Amamiya Rizumu (Sayuri Hara): Kokoro Juuden!
5. Takamine Mion (Azusa Kataoka): Switch On My Heart
6. MARs (Kana Asumi, Sayuri Hara & Azusa Kataoka): Hop! Step!! Jump!!!
7. Serenon (Madoka Yonezawa & Satomi Akesaka) : "Never Let Me Down 〜がんばりやぁ!〜"
8. Callings (Takashi Kondō, Kenn & Nobuhiko Okamoto): Itoshii no Tinkerbell
9. Chris Kaname (Kanae Itō): Shall We Go!?
10. Toudou Kanon (Satomi Akesaka): Don't Give Up
11. Jounouchi Serena (Madoka Yonezawa): Wonderful World

Dear My Future
Temas de abertura
1. Prizmmy☆: "Dear My Future ～Mirai no Jibun～" (Dear My Future ～未来の自分へ～)
2. Prizmmy☆: "BRAND NEW WORLD!!"
3. Prizmmy☆ (Rumi Ōkubo, Natsumi Takamori, Minami Tsuda & Ayane Sakura): "Life is Just a Miracle" (Life is Just a Miracle ～生きているって素晴らしい～)
4. Prizmmy☆: "Pump it Up!" (パンピナッ!, Panpina!)

Temas de encerramento
1. Prizmmy☆: "my Transform"
2. PURETTY: "Cheki☆Love" (チェキ☆ラブ)
3. Prizmmy☆: "Body Rock"
4. PURETTY: "Shuwa Shuwa Baby" (シュワシュワBABY)

Canções de inserção
1. MARs (Kana Asumi, Sayuri Hara & Azusa Kataoka): "You May Dream (オーロラライジング Ver.)"
2. Prizmmy☆: "Party Driver"
3. Prizmmy☆: "Summer day"
4. Aira Harune (Kana Asumi): "Dream Goes On"
5. 東京女子流: "LolitA☆Strawberry in summer"
6. Dream5 : "EZ DO DANCE"
7. Pretty Rhythm ☆ All Stars: "I Want to Fall in Love 1000%" (1000%キュンキュンさせてよ♥, 1000% Kyunkyun Sasete yo ♥)
8. Callings (Takashi Kondō, Kenn & Nobuhiko Okamoto): "1/1000永遠の美學"
9. Serenon with Kaname (Madoka Yonezawa, Satomi Akesaka & Kanae Itō): "Never Let Me Down 〜がんばりやぁ!〜"
10. Kaname Amamiya (Kanae Itō): "Shall We Go?!"
11. Sprouts (Natsumi Takamori, Ayane Sakura & Madoka Yonezawa): "Mirage JET"
12. P&P (Minami Tsuda, Kanae Itō & Kaori Kane): "Thank You!!" (サンキュッ!!, Sankyu!!)
13. LOVE-MIX (Minami Takayama & Motoko Kumai): "LOVE♥MIX"
14. COSMOs (Rumi Ōkubo, Marie Miyake & Satomi Akesaka): "cheer! yeah!×2"
15. Prizmmy☆: "BRAND NEW WORLD!!"
16. Serenon with Kaname (Madoka Yonezawa, Satomi Akesaka & Kanae Itō): "Yoi Nakaso" (よいなかそ)
17. MARs (Kana Asumi, Sayuri Hara & Azusa Kataoka): "Que sera"
18. PURETTY: "Shuwa Shuwa Baby" (シュワシュワBABY)
19. Prizmmy☆ (Rumi Ōkubo, Natsumi Takamori, Minami Tsuda & Ayane Sakura): "Life is Just a Miracle" (Life is Just a Miracle ～生きているって素晴らしい～)
20. MARs (Kana Asumi, Sayuri Hara & Azusa Kataoka): "You May Dream"
21. Prizmmy☆: "Dear My Future ～Mirai no Jibun～" (Dear My Future ～未来の自分へ～)

Rainbow Live
Temas de abertura
1. Prizmmy☆: "BOY MEETS GIRL"
2. Prizmmy☆: "EZ DO DANCE"
3. Prizmmy☆: "CRAZY GONNA CRAZY"
4. Prizmmy☆: "Butterfly Effect"

Temas de encerramento
1. Prism☆Box: "RainBow×RainBow"
2. i☆Ris: "§ Rainbow"
3. HAPPY RAIN (Emiri Katō, Yū Serizawa & Mikako Komatsu): "I wannabee myself!! ～I want to be myself!～" (I wannabee myself!! ～自分らしくいたい!～, I wannabee myself!! ～Jibunrashiku Itai!～)

Canções de inserção
1. Rinne (Ayane Sakura): "gift"
2. Prizmmy☆: "BOY MEETS GIRL"
3. Naru Ayase (Emiri Katō): "Heart♥Multi♥Colored～Dream" (ハート♥イロ♥トリドリ～ム, Hato♥Iro♥Toridori～mu)
4. Ito Suzuno (Mikako Komatsu): "BT37.5"
5. Ann Fukuhara (Yū Serizawa): "Sweet time Cooking magic 〜胸ペコなんです私って〜"
6. Prism☆Box: "RainBow×RainBow"
7. Kōji Mihama (Tetsuya Kakihara), Hiro Hayami (Tomoaki Maeno) & Kazuki Nishina (Toshiki Masuda): "BOY MEETS GIRL -Prism Boys ver.-"
8. Kōji Mihama (Tetsuya Kakihara): "Reboot"
9. Otoha Takanashi (Saori Gotō): "Vanity♥colon"
10. Wakana Morizono (Maaya Uchida): "Blowin' in the Mind"
11. Bell Renjōji (Haruka Tomatsu): "Get music!"
12. Hiro Hayami (Tomoaki Maeno): "pride"
13. Prizmmy☆: "EZ DO DANCE"
14. Bell Rose (Haruka Tomatsu, Saori Gotō & Maaya Uchida): "Rosette Nebula"
15. Satomi Akesaka: "Throbbing Days" (と・き・め・きDays, To・Ki・Me・Ki Deizu)
16. HAPPY RAIN (Emiri Katō, Yū Serizawa & Mikako Komatsu): "Downpour HAPPY!" (どしゃぶりHAPPY!, Doshaburi Happī)
17. Satomi Akesaka: "FreeDreamin' "
18. Kazuki Nishina (Toshiki Masuda): "FREEDOM"
19. Juné Amou (Rumi Shishido): "nth Color"
20. Ann Fukuhara (Yū Serizawa) & Wakana Morizono (Maaya Uchida): "cherry-picking days"
21. Ito Suzuno (Mikako Komatsu) & Otoha Takanashi (Saori Gotō): "ALIVE"
22. Naru Ayase (Emiri Katō) & Bell Renjōji (Haruka Tomatsu): "Little Wing&Beautiful Pride"
23. Rinne (Ayane Sakura) & Juné Amou (Rumi Shishido): "Sevendays Love, Sevendays Friend"
24. Over The Rainbow (Tetsuya Kakihara, Tomoaki Maeno & Toshiki Masuda): "athletic core"

## Transmissão mundial
| País          | Canal                    |
| ------------- | ------------------------ |
| Japão         | TV Tokyo                 |
| Coreia do Sul | Cartoon Network          |
| Taiwan        | YOYO TV                  |
| Síria         | SpaceToon Space Power tv |
| Itália        | Frisbee                  |
| Reino Unido   | Pop Girl CITV            |